# Mucosa estomacal
La  mucosa estomacal o mucosa gástrica es una muy delgada capa de tejido celular, que reviste la pared interna del estómago, que se encuentra en contacto con la luz y su contenido.
La capa mucosa del estómago está formada por el epitelio y por el tejido conjuntivo laxo que rodea las células epiteliales.

La alteración de esta capa mucosa, se produce durante el desarrollo de: la gastritis, la úlcera gástrica, la #Infección por Helicobacter pylori y el cáncer gástrico.

## Estructura
La capa mucosa estomacal, constituye la pared interna del órgano que está en contacto con el exterior del organismo. Está formada por el epitelio y la lámina propia (de tejido conjuntivo laxo). 
El tejido conjuntivo laxo rodea las glándulas gástricas (formadas por células epiteliales) y les aporta vascularización e inervación.

La superficie de la mucosa del estómago muestra elevaciones y depresiones. 
Existen aproximadamente 90-100 orificios de glándulas gástricas por milímetro cuadrado (mm2) de superficie de mucosa.

### Tejido epitelial gástrico
El epitelio del estómago, es la capa de una célula de espesor que, está en contacto con la luz. En histología se denomina epitelio cilíndrico simple gástrico.

El epitelio conforma las glándulas gástricas, que son las estructuras  secretoras características de la mucosa. En estas estructuras tubulares multicelulares, ubicadas en el espesor de la mucosa gástrica, es en donde ocurren los procesos, secretorio y absorptivo.

### Tejido conjuntivo gástrico
La lámina propia del estómago es la capa de tejido conjuntivo laxo mucoso, es poco celular (en comparación con el resto del tejido conectivo del organismo)

## Fisiología
En el epitelio simple cilíndrico gástrico, es donde ocurren los procesos digestivo, secretorio y absorptivo. 

La mucosa gástrica realiza la digestión química. También realiza la protección frente a los patógenos externos y frente a la autólisis.

La capa mucosa mantiene su integridad (evitando la autólisis), mediante el equilibrio entre la secreción de sustancias agresivas y la secreción de sustancias defensivas. Son sustancias agresivas para la mucosa sus propias secreciones de ácido gástrico y pepsina. Son sustancias defensivas para la capa mucosa el bicarbonato y las mucinas del mucus.

### Digestión gástrica
La digestión de los lípidos en el estómago, con la lipasa gástrica supone el 10% del total de la digestión de los lípidos.
La digestión de las proteínas en el estómago mediante la pepsina gástrica, producida en las células principales del estómago. La pepsina se libera en forma de proenzimas (zimógeno) (pepsinógeno 1 y 2), se activa en presencia de un pH bajo. La proteólisis gástrica juega un papel muy importante ya que se liberan aminoácidos libres que estimula la secreción de colecistoquinina por las células endocrinas de duodeno y yeyuno.
La digestión de los glúcidos en el estómago comienza por la α-amilasa salival, si queda atrapada dentro de un bolo de comida, puede seguir digiriendo carbohidratos hasta que el bolo se disuelva y se exponga al ácido estomacal. Por tanto, hasta un 30-40% de la digestión de carbohidratos complejos puede tener lugar dentro del estómago.

### Barrera gástrica
El trabajo de esta mucosa es proteger y prevenir de posibles daños, ocasionados por el ácido gástrico y la comida; es muy importante para perevenir irritaciones, enfermedades gástricas e intestinales.

Los factores gastroprotectores endógenos son: pre epiteliales (secreción de mucus y bicarbonato), epiteliales (barrera epitelial) y post epiteliales (síntesis de prostaglandinas, flujo sanguíneo gástrico y factor de crecimiento epidérmico).

La capa mucosa gástrica está protegida por una gruesa película de mucus, que se suma a la barrera física que evita que el ácido gástrico ataque el epitelio y que patógenos como Helicobacter pylori se adhieran al epitelio.

El moco es un gel viscoso y resbaladizo que recubre la superficie del estómago. Sus características se deben a glicoproteínas que forman geles denominadas mucinas. 
La capa de mucus en el estómago, se compone principalmente de las mucinas MUC5AC de la mucosa superficial, y la MUC6 producida a partir de las glándulas gástricas.

## Patología
Las enfermedades que afectan la mucosa gástrica alteran su aspecto y composición (histología) y su función (fisiología).

### Gastritis
La gastritis es una enfermedad inflamatoria de la mucosa gástrica, producida por factores externos (exógenos) e internos (endógenos), que produce síntomas de dispepsia.

### Infección porHelicobacter pylori
El proceso por el cual se desarrolla esta enfermedad (patogénesis) así como la evolución clínica dependen de factores tanto de la bacteria como del huésped.

La intensidad del cuadro infeccioso guarda relación con: las propiedades de la bacteria (patogenicidad) y con las alteraciones fisiopatológicas (susceptibilidad) del huésped.

La bacteria Helicobacter afecta inicialmente a la capa superficial de la mucosa, provocando un infiltrado inflamatorio agudo persistente con Neutrófilos.